# Phyllodonta puritana
Phyllodonta puritana är en fjärilsart som beskrevs av W. Warren 1904. Phyllodonta puritana ingår i släktet Phyllodonta och familjen mätare. Inga underarter finns listade i Catalogue of Life.